# Merheim
Merheim (kölsch: Merrem) ist ein rechtsrheinischer Stadtteil in Köln im Stadtbezirk Kalk.

## Lage
Merheim grenzt im Nordosten an den Stadtteil Dellbrück, im Osten an den Stadtteil Brück, im Süden an den Stadtteil Neubrück im Südwesten an Ostheim, im Westen an Höhenberg und im Norden an Holweide.

## Geschichte

### Name und Fronhof

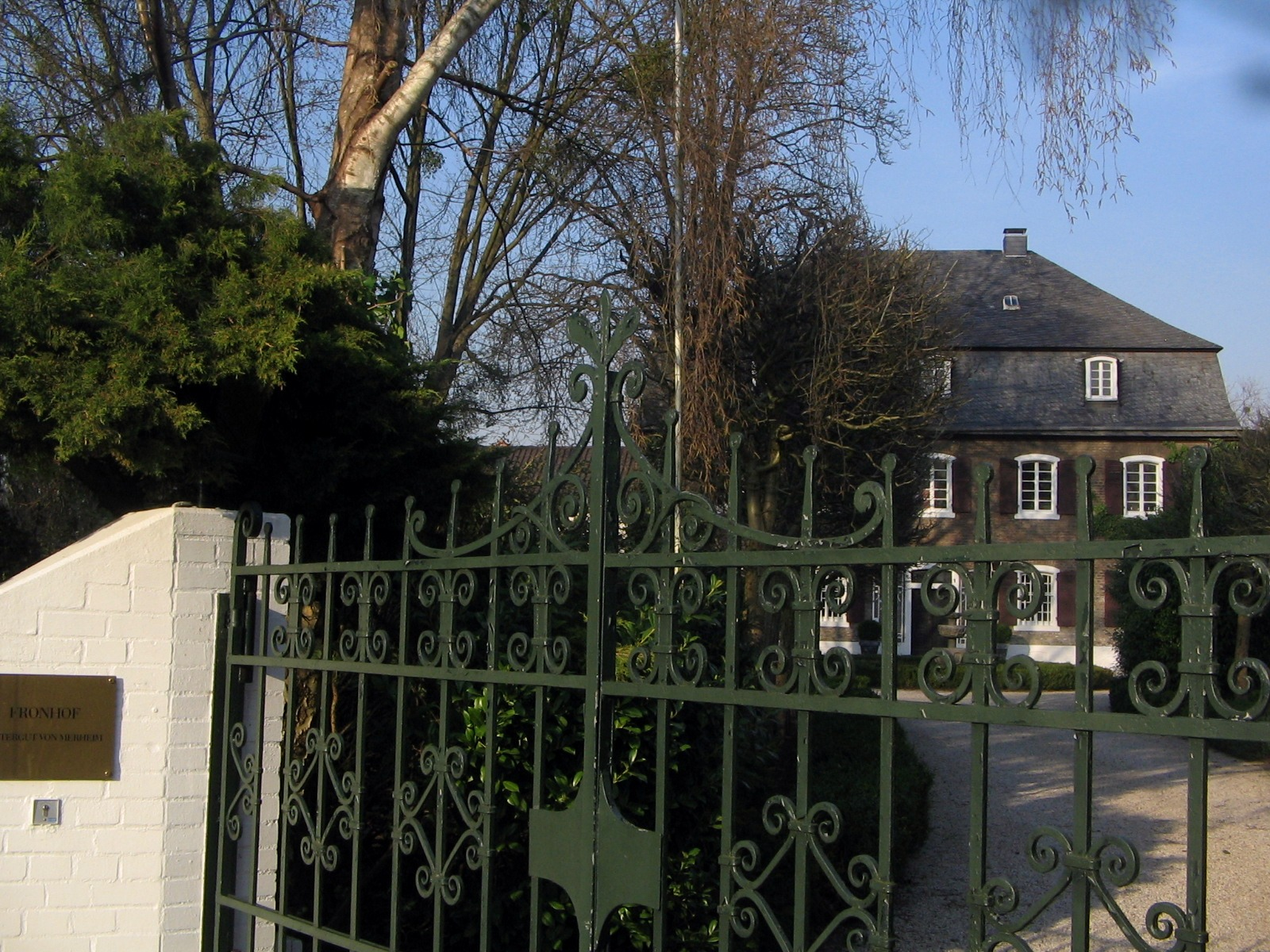
Der Fronhof in Merheim

Der Name Merheim leitet sich (ähnlich Heumar) von Mar/Mer ab, was eine sumpfige Stelle bezeichnet. Hier tritt in einer der vielen späteiszeitlichen Rheinrinnen, die die Niederterrasse durchziehen, Grundwasser der höhergelegenen Mittelterrasse aus. Der Ortsname mit der Endung -heim deutet auf eine Gründung in der älteren Rodeperiode (ab dem 6. Jahrhundert) hin. Im regionalen Dialekt Kölsch sagt man Merrem.
Die älteste erhaltene Erwähnung stammt aus einer Urkunde von 1003, die bezeugt, dass Erzbischof Heribert von Köln dem Peterstift in Köln drei Gutshöfe schenkt. Einer dieser Höfe lag in Merheim. Damit gehört das Rittergut zu den ältesten erhaltenen Hofanlagen im Kölner Raum. Es handelt sich um einen schlichten Vierkanthof, der später befestigt wurde. 1353 war der Ritter Johann von Merheim hier ansässig, der aus der Familie der Herren von Löwenburg, einem Zweig der Herren von Sponheim-Heinsberg, stammte. Dirk von Merheim erwarb um 1350 durch Heirat mit Maria von Randerode die Herrlichkeit Boxtel in der niederländischen Provinz Nord-Brabant mit dem Schloss Stapelen als Lehen der Herzöge von Brabant.
Im 17. Jahrhundert wurden wegen Baufälligkeit und Zerstörung große Teile des Gutes neu errichtet. Heute besteht es aus dem Fronhof, der Kirche mit Pfarrhaus und Küsterhaus sowie einem großen Landschaftsgarten von mehr als 6.000 Quadratmetern, der für die Öffentlichkeit zugänglich ist. Im Herrenhaus, das nicht zu besichtigen ist, kann man Räume für private Feierlichkeiten mieten. 1840 erwarb Clemens Freiherr von Eltz-Rübenach den Fronhof. Heute befindet sich in der Hofanlage ein Komplex aus privaten Wohnungen.

### Bürgermeisterei Merheim

Ausschnitt Karte Köln und Umgebung Anfang 19. Jahrhundert

Durch eine Verwaltungsreform im französisch besetzten Rheinland im Jahre 1808 und die damit verbundene Auflösung des Amtes Porz wurde aus dem ehemaligen Bergischen Botenamt Merheim im Großherzogtum Berg die Mairie (Bürgermeisterei) Merheim im Arrondissement Mülheim, aus dem 1815 der Kreis Mülheim am Rhein gebildet wurde. Zur Bürgermeisterei gehörten die Orte Brück, Dellbrück, Höhenberg (teilweise), Holweide, Ostheim, Rath, Dünnwald, Flittard, Höhenhaus und Stammheim.
Nachdem die französischen Truppen im Jahre 1813 die rechtsrheinischen Gebiete aufgegeben hatten, kam die Bürgermeisterei 1815 als Teil des Kreises Mülheim und des Regierungsbezirks Köln zur Rheinprovinz und unter die Herrschaft des Königreichs Preußen.
Verwaltungssitz der Bürgermeisterei war in den ersten Jahrzehnten der Wohnsitz des jeweiligen Bürgermeisters. Seit Mitte des 19. Jahrhunderts war dies Holweide. 1900 wurde dort ein eigenes Rathaus für die Bürgermeisterei errichtet.
1914 wurde die Bürgermeisterei Merheim als Ganzes zusammen mit der Stadt Mülheim am Rhein in die Stadt Köln eingemeindet (→ Geschichte der Stadt Köln).
Das große preußische Zollgebiet mit seinem freien Handel verhalf dem Ort zu großem Wohlstand. Eine Redensart aus dieser Zeit lautet:
„Merheim und Hand sind die reichsten Gemeinden im Bergischen Land!“
Da es nach der Eingemeindung 1914 in der Folge mit dem linksrheinischen Stadtteil Merheim häufig zu Verwechslungen kam, wurde dieser 1952 in Weidenpesch umbenannt.

### Entwicklung des Ortes

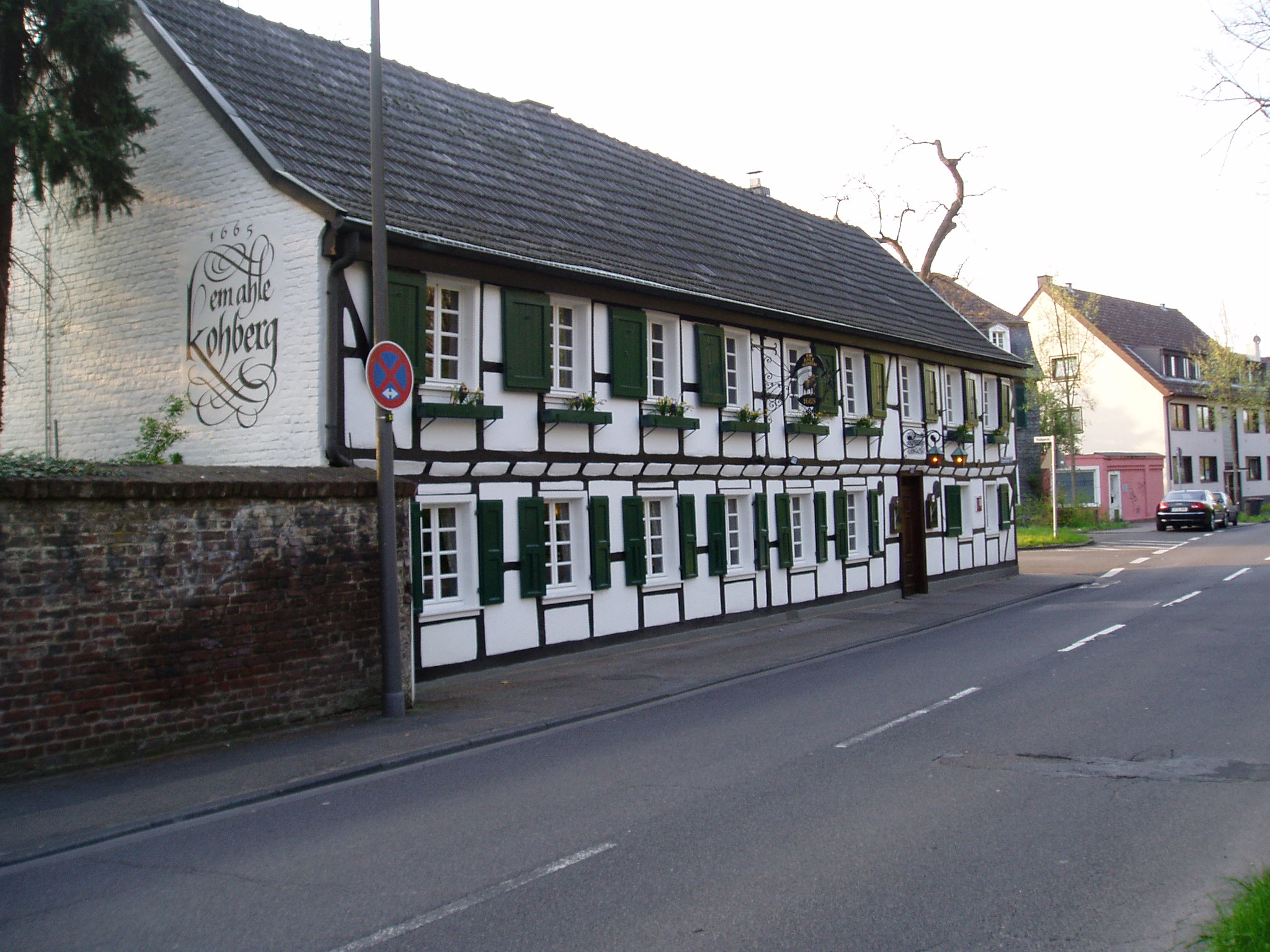
Gasthof „Em ahle Kohberg“

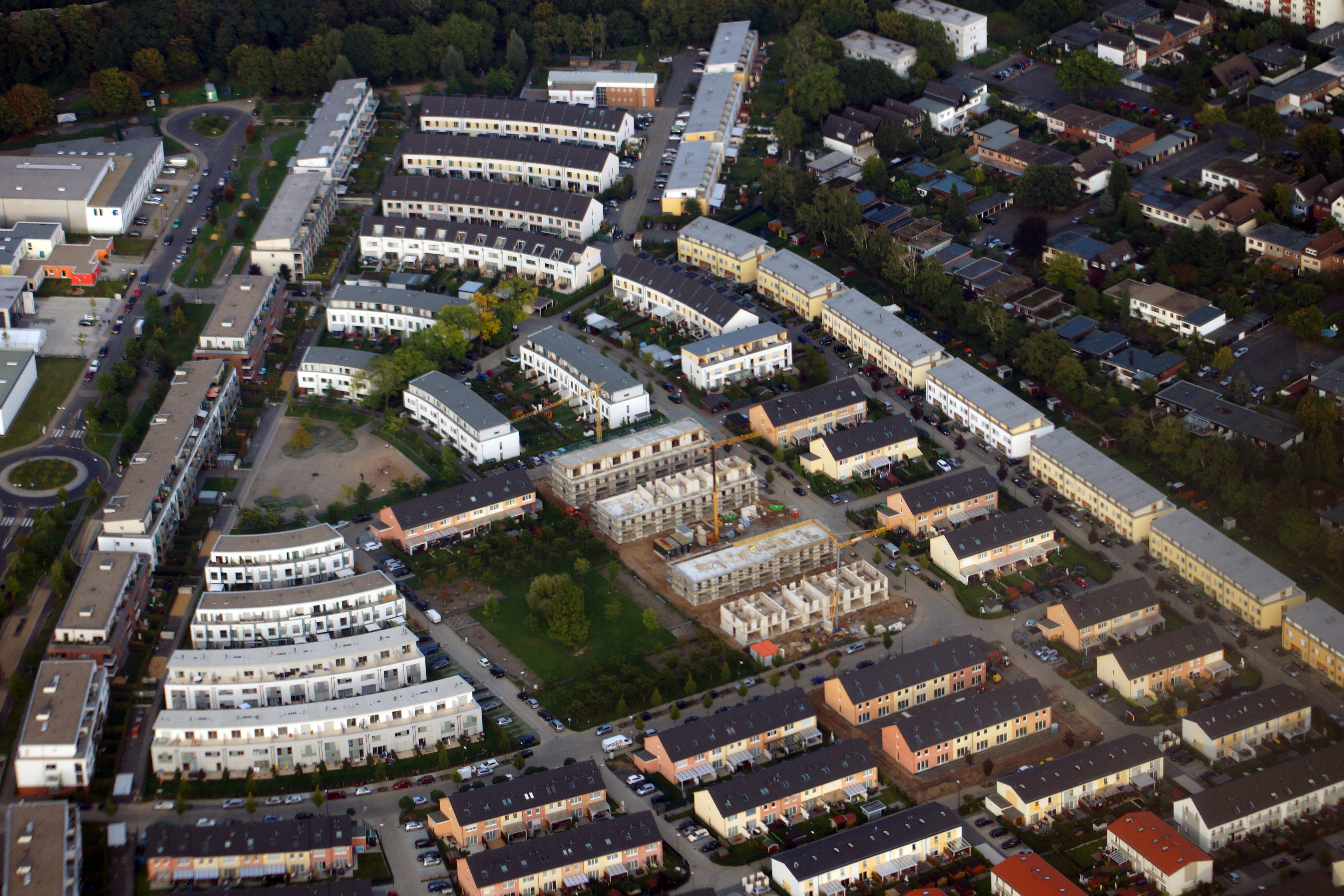
Luftaufnahme des Neubaugebiets „Merheimer Gärten“

Das Ortszentrum lag ursprünglich rund um die Kirche St. Gereon zwischen der Fußfallstraße und der Abshofstraße, wo sich auch das Bürgermeisteramt befand. Am östlichen Ende der damaligen Hauptstraße, der Rüdigerstraße, befand sich ein großer Viehmarkt. Der im bergischen Fachwerkstil im Jahre 1665 errichtete Marktgasthof existiert noch heute und ist die älteste Gastwirtschaft im rechtsrheinischen Köln. Sie trägt seit 1937 den Namen Em ahle Kohberg (Auf dem alten Kuhberg), was vermutlich auf eine kluge Werbeidee der damaligen Wirtsleute Bering zurückzuführen ist, die den Gasthof nach einer Textzeile des bekannten, im Jahre 1930 entstandenen Heimatliedes von Willi Ostermann „Och wat wor dat fröher schön doch en Colonia, wenn d’r Franz mem Nies nohm Ahle Kohberch jing“, (Ach, was war das früher schön doch in Köln, wenn Franz mit Agnes zum ahlen Kohberch ging) benannten.
Mit dem Bau der Vorortbahn von Köln nach Brück im Jahre 1906 erhielt auch Merheim eine eigene Haltestelle. Durch den guten Verkehrsanschluss wurde auch der südliche Teil des Ortes attraktiv. In diesem Bereich entstand 1910 die Maschinenfabrik Wilhem Josef Krauss und kurze Zeit später die Firma Schwarze. Ab 1929 wurde auf einem ehemaligen Exerzierplatz, der Merheimer Heide, ein 150 Hektar großer öffentlicher Landschaftspark, angelegt. In den 1930er-Jahren wurde die Merheimer Heide durch den Bau der Reichsautobahn (heute: A 3) verkleinert und von Merheim abgetrennt, jedoch war der Ortskern weiterhin mit der Merheimer Heide durch Brücken verbunden. Im Norden führte die Straße „Schlagbaumsweg“ von der Ortssiedlung „Schlagbaumsweg“ am nördlichen Rand der Merheimer Heide und am „ländlichen Reiterverein“ vorbei nach Buchheim. Im Süden war der südliche Rand der Merheimer Heide über die Olpener Straße mit Höhenberg, und in der Mitte, in Höhe „Bevingsweg“, war die Merheimer Heide mit dem Zentrum über eine Fußgänger-holzbrücke über die A3 verbunden. In dieser Zeit verlagerte sich das Ortszentrum nach und nach zur Olpener Straße.
Nach dem Zweiten Weltkrieg siedelte sich im Süden des Ortes die Arzneimittelfabrik Dr. Madaus & Co an, da das alte Firmengelände in Radebeul/Sachsen von den Sowjets enteignet worden war. Auch entstand auf dem Gelände des ehemaligen Fliegerhorstes Köln-Ostheim das unter anderem durch die Schwerstverbranntenstation landesweit bekannte Klinikum Köln-Merheim.
Im südlichen Ortsteil an der Olpener Straße befindet sich seit 1937 das Restaurant Goldener Pflug, das unter der Leitung von Herbert Schönberner 1982 für zwölf Jahre Kölns erstes Restaurant mit drei Michelin-Sternen wurde.
Durch den Bau der A 4 am Anfang der 1970er-Jahre wurde der nördliche Teil des Ortes vom übrigen Merheim etwas abgegrenzt. Die dort bereits vorhandenen Kiesgruben wurden, nachdem der Abbau von Kies nicht mehr weitergeführt wurde, als Mülldeponie aufgefüllt. Auf diesem zugeschütteten Kiesgruben/Mülldeponie-Gelände wurde ein Heizkraftwerk der GEW und der Betriebshof Merheim der Kölner Verkehrsbetriebe gebaut. Der Bau des Straßenbahn-Betriebshofes erwies sich als sehr schwierig, da das ehemalige Kiesgrubengelände sehr instabil war und absackte.
Durch den Wegzug der 1989 umfirmierten Madaus AG im Jahre 1998 wurde in den 2010er Jahren auf der freigewordenen Industriebrache das Wohngebiet Merheimer Gärten errichtet.

## Bevölkerungsstatistik
Struktur der Bevölkerung von Köln-Merheim (2021):
- Durchschnittsalter der Bevölkerung: 41,0 Jahre (Kölner Durchschnitt: 42,3 Jahre)
- Ausländeranteil: 19,0 % (Kölner Durchschnitt: 19,3 %)
- Arbeitslosenquote: 7,9 % (Kölner Durchschnitt: 8,6 %)

## Politik

### Bürgermeister
- 1808–1810 Kaspar Düppes
- 1810–1813 Jakob Ringen
- 1813–1820 Bernhard Abshof
- 1820–1846 Martin Josef Faßbender
- 1846–1877 Balthasar Bensberg
- 1878–1914 Johann Bensberg

### Wappen

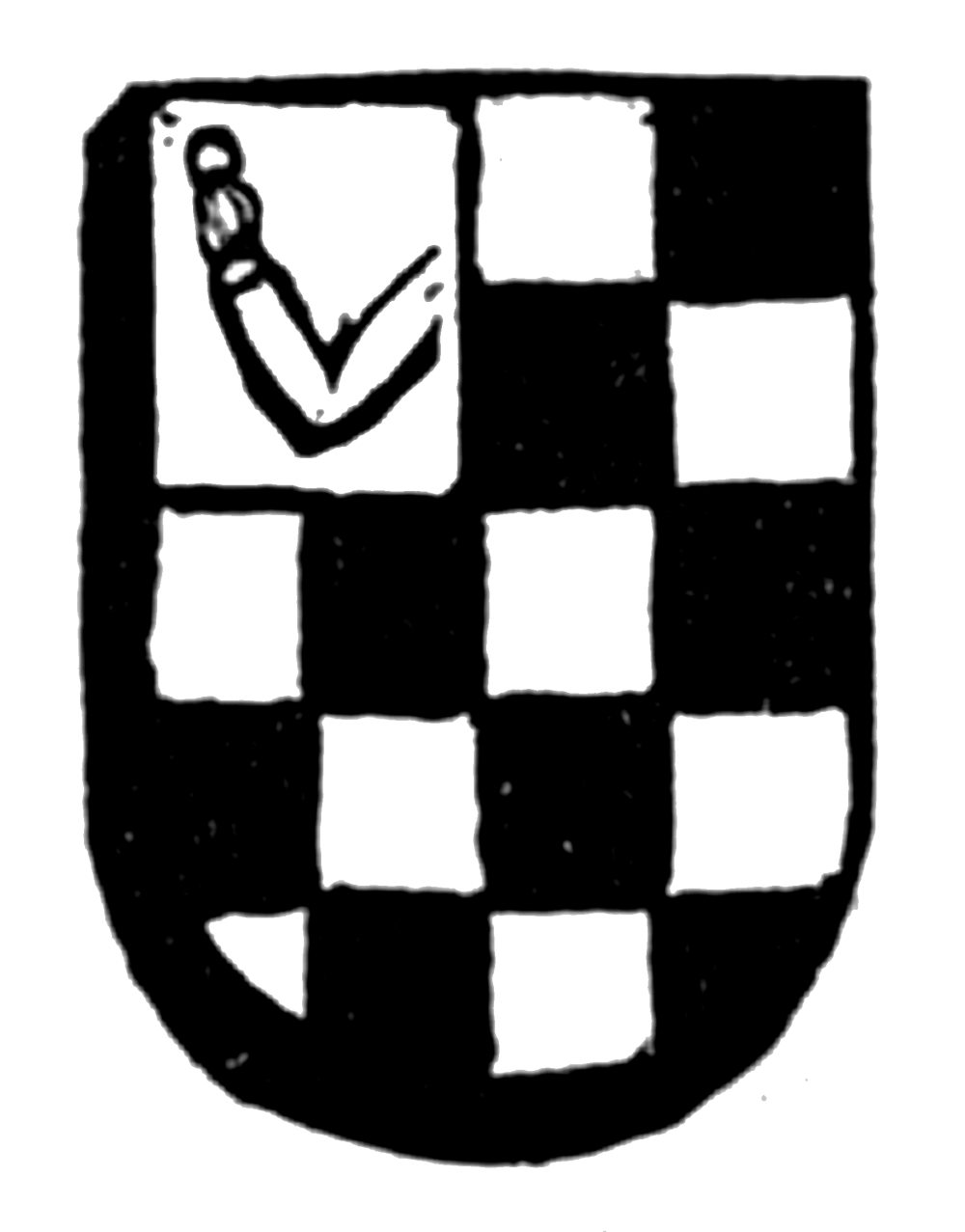
Wappen derer von Merheim bei Fahne

Blasonierung: „Rot-silbern geschachter Schild, belegt mit oben angeschobenem blauem Turnierkragen, überdeckt von einer blauen Vierung, darin ein aus dem linken Rand wachsender, mit Sackärmeln goldengekleideter Arm, einen goldenen Ring haltend.“
Mit diesem Wappen und der Legende S(igillum) Ionnis de Meyrhem Milit(is) siegelt 1353 der Ritter Johann (von Löwenburg gen.) von Merheim. Der rot-silberne geschachte Schild ist das Wappen der Edelherren von Sponheim, der Turnierkragen das Beizeichen der jüngeren Linie derselben, die sich nach ihrem Sitz Löwenberg benennt. Dieses Wappen der Edelherren von Löwenberg des Stammes von Sponheim wird gemindert durch die aufgelegte Vierung mit dem Arm, deren Farben hier frei ergänzt wurden. Diese Minderung des Adelswappens kann als Bastardwappen gedeutet werden, also, dass Johann ein nichtehelicher Spross der Löwenberger war, wie Ernst von Oidtman angibt. Zum anderen finden sich derartige Wappenminderungen bei Burgmannen, die nur in Dienst von Edelherren stehen, aber nicht mit diesen verwandt sind. (Das schließt nicht aus, dass auch ein unehelicher Sohn als Burgmann im Dienst seiner väterlichen Verwandtschaft stehen kann). Wie die Dinge im vorliegenden Fall stehen, lässt sich – nur anhand des Wappens – ohne weitere Information nicht klären.
Das Wappen wurde vom Merheimer Geschichtsverein in Auftrag gegeben. Gestaltet wurde es vom Heraldiker Lothar Müller-Westphal aus Düren.

## Kirche

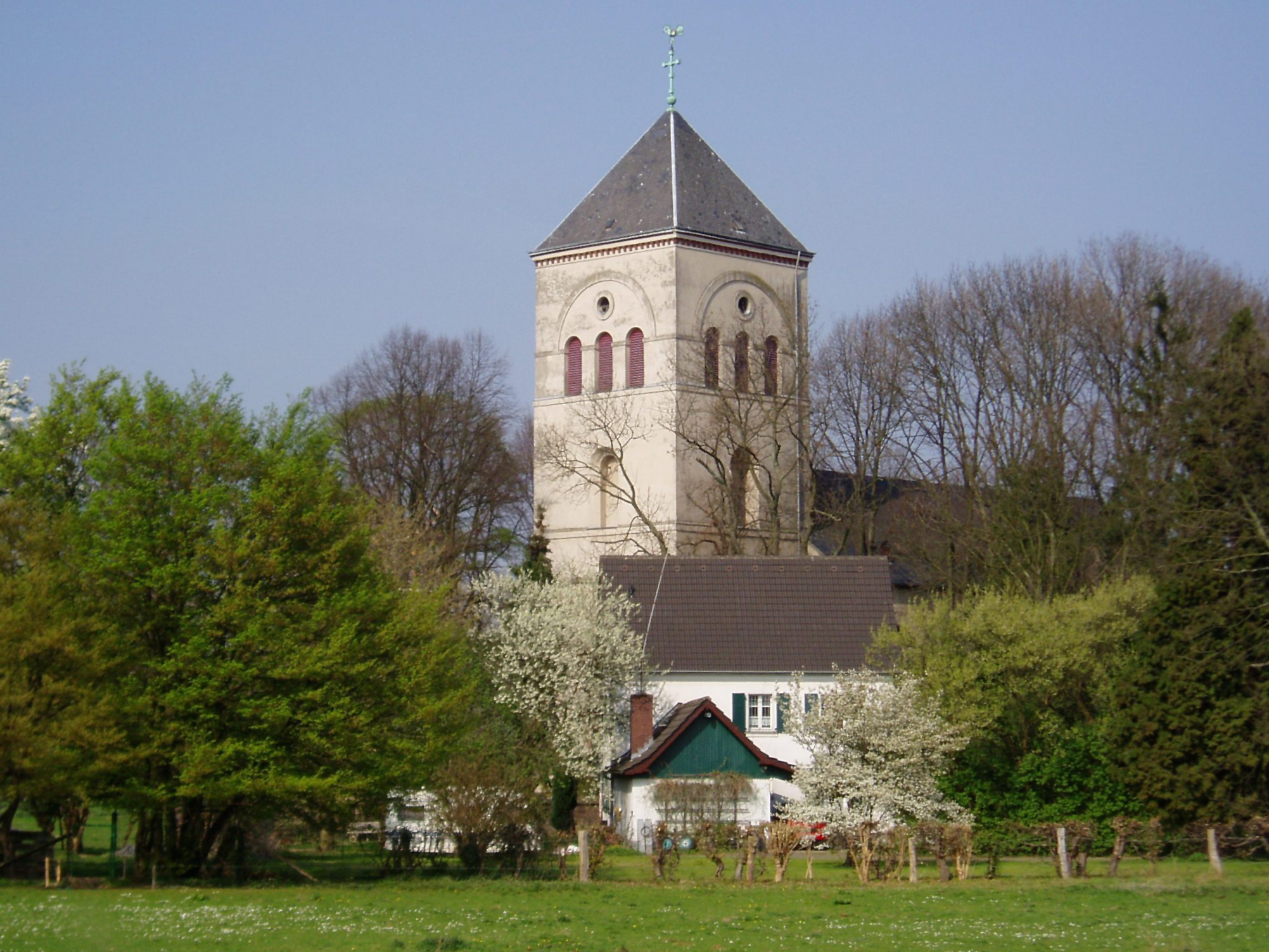
Pfarrkirche St. Gereon

Die katholische Pfarrkirche St. Gereon gehörte zum Kölner Gereonsstift. Aufgefundene Grabsteine lassen auf eine erste merowingische Kirche schließen, die als Eigenkirche mit dem Fronhof verbunden war. Später entstand ein romanischer Bau, der mehrfach erweitert wurde. Nach dem Einsturz der Kirche 1818 wurde nach Plänen von Johann Peter Weyer bis 1821 der heutige Kirchenbau errichtet. Dieser Bau wurde 1907 nochmals von Heinrich Renard umgestaltet. Im Zweiten Weltkrieg musste der ursprüngliche spitze Kirchturm aufgrund seiner Lage in der Einflugschneise zum Fliegerhorst Ostheim verkürzt werden. Zu Beginn der 70er Jahre wurde der Innenraum nach den Vorgaben des Zweiten Vatikanischen Konzils umgestaltet.
In den Jahren 1996 und 1997 wurde die Kirche umfangreich saniert. Dabei wurden die in den 70er Jahren ummauerten Marmorsäulen wieder freigelegt.
Im Jahre 1997 wurde aus St. Gereon die Christmette am Heiligen Abend deutschlandweit im ARD-Fernsehen übertragen.

## Sehenswürdigkeiten
- Fronhof, Von-Eltz-Platz 1, ursprünglich fränkische Hofanlage aus dem 7. oder 8. Jahrhundert[10]
- Kath. Pfarrkirche St. Gereon, Von-Eltz-Platz 6, ursprünglich Hofkapelle des Fronhofes
- Em ahle Kohberg (älteste Gaststätte Kölns rrh.), Ostmerheimer Straße 455
- Kalker Friedhof, Kratzweg
- Kath. Grundschule Fußfallstraße (erbaut 1959[11], unter Denkmalschutz stehend, Anbau mit Schulbaupreis NRW 2008[12] und Deutschem Fassadenpreis 2008[13] ausgezeichnet.), Fußfallstr. 55
- Liste der Baudenkmäler im Kölner Stadtteil Merheim

## Vereine
- Schützengesellschaft Köln-Merheim von 1933.
- Fußballverein TSV 07 Merheim e. V.
- Karnevalsgesellschaft Merheimer-Musketiere von 2002 e. V.
- Karnevalsgesellschaft Merheimer Funken Anno 1984 e. V.
- Bürgerverein Bürgerverein Köln-Merheim e. V.
- Karnevalsverein De raderdollen Merheimer von 2001
- Kleingärtnerverein Vor St. Gereon e. V.
- FMK Fördergemeinschaft Merheimer Karnevalszug von 1979 „für uns Pänz“